# Pferdesportverband Rheinland

Logo des Pferdesportverbandes Rheinland e.V.

Der Pferdesportverband Rheinland e.V. (PSVR) ist der Dachverband für Reiten, Fahren und Voltigieren im Rheinland. 
Der PSVR wurde 1924 in Bonn als „Verband der Reit- und Fahrvereine Rheinland e.V.“ gegründet. Der Verband hat mittlerweile seinen Sitz auf Gut Langfort in Langenfeld im Rheinland, wo sich auch die Landes Reit- und Fahrschule Rheinland befindet. Im Jahre 2019 gehörten ihm knapp 570 Pferdesportvereine an, mit rund 60.000 Mitgliedern. Darüber hinaus gehören dem PSVR ca. 480 Pferdebetriebe an.  Der PSVR ist organisiert im bundesdeutschen Dachverband Deutsche Reiterliche Vereinigung (FN) und im Landessportbund Nordrhein-Westfalen.
Ehrenpräsident des PSVR ist Friedrich Witte, Vorstand ist André Kolmann, der zuvor bereits als Präsidiumsmitglied tätig war.

## Aufgaben
Arbeitsgebiet des PSVR ist die Organisation des Pferdesports als Turnier- und Breitensport sowie Pferdehaltung. Wichtig sind dabei auch die reiterliche Aus- und Weiterbildung sowie die Beratung der Mitglieder. Weitere Aufgabenbereiche  ergeben sich daraus: Veterinärmedizin, Tierschutz, Interessenvertretung der Pferdesportler (Reitrecht) und Landschaftsschutz. Der PSVR veranstaltet darüber hinaus eigene Pferdesportveranstaltungen wie zum Beispiel die Rheinischen Meisterschaften, das Landesturnier Rheinland und das Rheinische Breitensportfestival.
Turnierdisziplinen innerhalb des PSVR sind:
- Reitsport
  - Dressurreiten
  - Springreiten
  - Vielseitigkeitsreiten
- Voltigieren
- Fahrsport